# کالتنبورن
کالتنبورن (به آلمانی: Kaltenborn) یک شهر در آلمان است که در اهرویلر واقع شده‌است. کالتنبورن ۴۱۴ نفر جمعیت دارد.